# 鲁伯特·施泰德
鲁伯特·施泰德（1963年3月17日—）是一名德国企业家，自2007年起就任奥迪股份公司主席。2018年6月18日因卷入大众作弊丑闻而遭到逮捕。